# Lumding Railway Colony
Lumding Railway Colony är en ort i Indien.   Den ligger i distriktet Nagaon och delstaten Assam, i den östra delen av landet, 1 600 km öster om huvudstaden New Delhi. Lumding Railway Colony ligger 141 meter över havet och antalet invånare är 25 283.
Terrängen runt Lumding Railway Colony är kuperad åt sydost, men åt nordväst är den platt. Runt Lumding Railway Colony är det ganska tätbefolkat, med 93 invånare per kvadratkilometer. Det finns inga andra samhällen i närheten. I omgivningarna runt Lumding Railway Colony växer i huvudsak städsegrön lövskog.